# Spaceship Earth
Spaceship Earth, în română Nava spațială Pământ, este un termen folosit în mod normal pentru a exprima îngrijorare față de resursele naturale limitate existente pe planeta Pământ.
Este posibil ca această formulare precum și actuala conotație să fie derivată dintr-un pasaj din cea mai cunoscută lucrare a lui Henry George, Progres și sărăcie, în original, Progress and Poverty, apărută în 1879, cartea a IV-a, capitolul 2:
| “ | It is a well-provisioned ship, this on which we sail through space. If the bread and beef above decks seem to grow scarce, we but open a hatch and there is a new supply, of which before we never dreamed. And very great command over the services of others comes to those who as the hatches are opened are permitted to say, "This is mine!" | ” |

| “ | Este o navă bine aprovizionată, aceasta cu care (noi) navigăm prin spațiu. Dacă pâinea și carnea de deasupra punții par a fi în scădere, doar deschidem o altă ușă și acolo există o nouă rezervă la care nici măcar nu am visat înainte. Și o mare autoritate este provinită din serviciile altora cărora li se îngăduie a spune, "Este a mea!" | ” |

## Utilizare actuală
Expresia a fost popularizată de asemenea de Buckminster Fuller, care a publicat o carte în 1963 sub titlul de Operating Manual for Spaceship Earth, în limba română Manual de folosire al Navei spațiale Pământ.
Următorul citat, referindu-se la combustibilii fosili ai planetei noastre, reflectă o astfel de abordare, " ... can make all of humanity successful through science's world-engulfing industrial evolution provided that we are not so foolish as to continue to exhaust in a split second of astronomical history the orderly energy savings of billions of years' energy conservation aboard our Spaceship Earth.  These energy savings have been put into our Spaceship's life-regeneration-guaranteeing bank account for use only in self-starter functions."
În 1966, Kenneth E. Boulding a utilizat expresia în titlul unui eseu intitulat, The Economics of the Coming Spaceship Earth., în limba română, Economia viitoarei nave spațiale Pământ. În lucrare, Boulding se referă la economia trecutului a resurselor naturale aparent nelimitate, pe care o denumește "the cowboy economy", Economia tip cowboy.
Astfel, Boulding afirmă în continuare, "Economia limitată a viitorului ar putea fi numită, în mod similar, <<economia călătorului în spațiu>>, întrucât Pământul va fi devenit o singură navă spațială, fără rezerve nelimitate de nici o natură, fie de extracție [din subsol], fie de poluare a aerului, în care, ca atare, omul va trebui să găsească locul său într-un sistem ecologic ciclic", conform originalului din limba engleză, "The closed economy of the future might similarly be called the 'spaceman' economy, in which the earth has become a single spaceship, without unlimited reservoirs of anything, either for extraction or for pollution, and in which, therefore, man must find his place in a cyclical ecological system". Ulterior, David Korten va refolosi o expresie similară, "cowboys in a spaceship", cowboys într-o navă spațială, reluată ca un leitmotiv în a sa carte din 1995, Când corporațiile conduc lumea, conform originalului, When Corporations Rule the World.
Secretarul general al organizației mondiale ONU, U Thant, s-a referit la conceptul de Spaceship Earth cu ocazia Zilei Pământului, în ziua de 21 martie 1971, la ceremonia de batere a "Clopotului de pace japonez, "May there only be peaceful and cheerful Earth Days to come for our beautiful Spaceship Earth as it continues to spin and circle in frigid space with its warm and fragile cargo of animate life."

## Doando
În literatura științifico fantastică românească, există exemplul unui concept aproximativ similar, dar mult mai sofisticat și mai cuprinzător, descris în romanul, Doando, scris de tandemul de scriitori români Romulus Bărbulescu și George Anania, publicat la Editura Tineretului în anul 1969 și republicat de Editura Nemira în anul 2002.